# Helen Al-Janabi
Helen Isam Hashim Rosén Al-Janabi, född 20 oktober 1979 i Damaskus i Syrien, är en svensk-syrisk skådespelare och teaterregissör som bor och arbetar i Sverige. 

## Biografi
Helen Al-Janabi är född och uppvuxen i Damaskus i en syrisk-irakisk familj. Hon utbildade sig till skådespelare i Syrien vid Teaterhögskolan i Damaskus mellan 2001 och 2005.
Efter att ha flyttat till Sverige 2009 försökte hon fortsätta arbeta som skådespelare. År 2015–2016 arbetade hon vid Malmö Stadsteater och studerade teaterregi.
Helen Al-Janabi grundande Arabiska teatern år 2015, den enda arabisktalande teatergruppen i Sverige och en av få i Europa. Arabiska Teatern har producerat flera teaterpjäser, läsningar, dockteater, teaterkurser och kortfilmer. De gjorde två pjäser som även filmades och en av dem, Norrsken, visades på arabisk TV. För arbetet med Arabiska teatern belönades hon med Sharjah-priset, Unescos pris för främjande av arabisk kultur, år 2022.
År 2022 skrev och regisserade Al-Janabi pjäsen Överlevare om Förintelsen.
Som skådespelare har hon medverkat i olika TV- och filmproduktioner, som Halva Halva, Genombrottet, Top Dog, Bullets, A Class Apart och Björnstad. I dramadokumentären Genombrottet om dubbelmordet i Linköping gestaltade hon den mördade pojkens mamma.